# Hallstahammars församling
Hallstahammars församling var en församling i Västerås stift och i Hallstahammars kommun i Västmanlands län. Församlingen uppgick 2006 i Hallstahammar-Bergs församling.

## Administrativ historik
Församlingen har medeltida ursprung under namnet Svedvi församling som 1943 namnändrades till det nuvarande. Församlingen utgjorde till 1943 ett eget pastorat för att därefter till 2006 vara moderförsamling i pastoratet Hallstahammar och Berg. Församlingen uppgick 2006 i Hallstahammar-Bergs församling.
Församlingen tillhörde fram till 1995 Munktorps kontrakt och från 1995 till 2006 Mälardalens kontrakt.

## Kyrkoherdar
| Ämbetstid | Namn                          | Levnadstid |
| --------- | ----------------------------- | ---------- |
| 1474–1475 | Hinze Petri                   |            |
| 1486      | Laurentius Benedicti          |            |
|           | Nicolaus                      |            |
| 1509      | Georgius                      |            |
|           | Martinus                      |            |
| 1529–1533 | Henricus                      | –1533      |
| 1556      | Laurentius Olai               |            |
| 1556–1571 | Andreas Johannis              | –1571      |
| 1571–1593 | Johannes Henrici              | –1593      |
| 1594–1603 | Petrus Petri Angermannus      | –1603      |
| 1603–1640 | Henricus Johannis Swedwiensis | –1640      |
| 1641–1647 | Ericus Petri Kumblæus         | 1598–1647  |
| 1647–1663 | Johannes Henrici Swedwiensis  | 1607–1663  |
| 1665–1667 | Olaus Petri Hessenius         | 1612–1667  |
| 1667–1669 | Martinus Olai Muncthelius     | 1620–1691  |
| 1671–1675 | Carolus Simonis Simonius      | 1641–1675  |
| 1675–1676 | Andreas Petri Kourf           | 1640–1676  |
| 1676–1694 | Samuel Wid. Schultenius       | 1643–1694  |
| 1696–1711 | Johannes Hartv. Sevenbaum     | 1651–1711  |
| 1713–1735 | Jonas Kolbeckius              | 1664–1735  |
| 1736–1757 | Pehr Kolbeckius               | 1704–1757  |
| 1759–1789 | Anders Bergström              | 1709–1789  |
| 1789–1795 | Carl Stråhle                  | 1723–1795  |
| 1796–1802 | Gustaf Westholm               | 1756–1802  |
| 1803–1814 | Anders Fahlcrantz             | 1752–1803  |
| 1814–1838 | Pehr Samuel Rinman            | 1763–1838  |
| 1841–     | Gabriel Alexander Johansson   | 1789–      |

## Organister
| Verksam   | Namn              | Levnadstid | Övrigt                 |
| --------- | ----------------- | ---------- | ---------------------- |
| 1827-1853 | Fridolf Eriksson  | 1806-1861  |                        |
| 1854-1885 | Anders Söderberg  | 1825-1885  |                        |
| 1886-1915 | Fritz Viktor Edén | 1859-1915  |                        |
| 1917-1956 | Nils Flygare      | 1892-      | Organist i landsorten. |
| 1956-     | Lennart Ekholm    | 1934-      | Organist i landsorten. |
| 1951-1952 | John Alvar Lassbo | 1919-      | Organist i tätorten.   |
| 1953-     | Per Staaff        | 1913-      | Organist i tätorten.   |
| 1959–1964 | Elof Axel Rosén   | 1913–      | [ 6 ]                  |

## Kyrkor
- Hallstahammar S:t Lars kyrka
- Svedvi kyrka